# Ruelle-sur-Touvre
Ruelle-sur-Touvre é uma comuna francesa na região administrativa da Nova Aquitânia, no departamento de Charente. Estende-se por uma área de 10,66 km². Em 2010 a comuna tinha 7 438 habitantes (densidade: 697,7 hab./km²).